# Гвідо Банті
Гві́до Ба́нті (італ. Guido Banti; 1852, Монтополі-ін-Валь-д'Арно — 1925, Флоренція) — італійський патолог.

## З біографії
З 1883 року очолював лікарню Санта-Маріа Нуова у Флоренції, з 1895 року викладав анатомію в Університеті Флоренції, а потім заснував Інститут патологічної анатомії (Istituto di Anatomia Patologica). Першим описав хворобу, пов'язану з патологією селезінки (спленомегалія) і печінки, названу його ім'ям (хвороба Банті), опублікував великі етіологічні дослідження про такі захворювання, як ендокардит і нефрит (1895), хвороби легень (1902) і працю про загальну патологію, що залишилася незавершеною (1907—1911).
Банті також активно займався питаннями соціальної медицини та громадської охорони здоров'я та гігієни, вивчаючи спалахи черевного тифу та інших інфекцій, що передаються через воду .